# Csávoly
Csávoly is een plaats (község) en gemeente in het Hongaarse comitaat Bács-Kiskun. Csávoly telt 2083 inwoners (2005).